# Mertendorf (Türingia)
Mertendorf település Németországban, azon belül Türingiában. Lakosainak száma 149 fő (2023. december 31.). Mertendorf Schkölen és Rauschwitz községekkel határos.

## Népesség
A település népességének változása:
| Lakosok száma | 161  | 157  | 135  | 146  | 140  | 149  |
|               | 2010 | 2017 | 2019 | 2021 | 2022 | 2023 |